# پورنیشه
پورنیشه (به فرانسوی: Pornichet) یک کمون (فرانسه) در فرانسه است که در لوآر-آتلانتیک واقع شده‌است.
 پورنیشه ۱۲٫۶۷ کیلومتر مربع مساحت دارد.

## خواهرخوانده
شهرهای بکسباخ و سن ویسنته د لا بارکرا خواهرخوانده‌های پورنیشه هستند.